# Venă bazală cerebrală
Vena bazală este o venă localizată în creier. Se formează la nivelul substanței perforate anterioare prin unirea:
- (a) venei cerebrale mici, care însoțește artera cerebrală anterioară și furnizează suprafața medială a lobului frontal de către vena fronto-bazală.
- (b) venei cerebrale mijlocie profundă (vena Sylviană profundă), care primește afluenți de la insula și girul vecin, și se desfășoară în partea inferioară a fisurii cerebrale laterale
- (c) venelor striate inferioare, care părăsesc corpus striatum prin substanța perforată anterioară.

Vena bazală trece în spatele și în jurul pedunculului cerebral și se termină în marea venă cerebrală ; primește afluenți din fosa interpedunculară, din cornul inferior al ventriculului lateral, din girusul hipocampului și mezencefal. 